# Ribes orizabae
Ribes orizabae är en ripsväxtart som beskrevs av Joseph Nelson Rose. Ribes orizabae ingår i släktet ripsar, och familjen ripsväxter. Inga underarter finns listade i Catalogue of Life.